# 朱敏 (古生物学家)
朱敏（1965年10月—），男，江苏苏州人，中国古生物学家，曾任中国科学院古脊椎动物与古人类研究所第七、八任所长。

## 生平
朱敏1984年毕业于南京大学地质系古生物地层专业，后考入中国科学院古脊椎动物与古人类研究所继续深造，1990年获得博士学位。朱敏的研究方向以硬骨鱼为主，师从周明镇和张弥曼教授。博士毕业后，朱敏曾先后赴法国巴黎自然历史博物馆和德国柏林洪堡大学深造。1999年出任古脊椎动物与古人类研究所所长。